# Smart Forfour
O  Forfour  é um modelo compacto da Smart, que, se ler seu nome traduzido, "ParaQuatro". Foi pouco fabricado, ao contrário que seu irmão Smart Fortwo.
Foi apresentado e produzido pela Smart ao longo de duas gerações. A primeira sendo comercializada na Europa entre 2004 e 2006 e a segunda foi comercializada na Europa a partir de 2014.
A primeira geração do Forfour foi comercializada apenas na Europa de 2004 a 2006 e na Austrália como um hatchback de 4 portas e 5 lugares, compartilhando sua plataforma com o Mitsubishi Colt. Depois de um hiato de oito anos, a segunda geração do Forfour estreou em julho de 2014, compartilhando sua plataforma com o Renault Twingo.

## Galeria
- Primeira geração (2004-2006)
- Segunda geração (2014-presente)